# تشارلز ي. بريسكوت
تشارلز ي. بريسكوت (بالإنجليزية: Charles Y. Prescott)‏ هو فيزيائي أمريكي، ولد في 14 ديسمبر 1938 في بونكا سيتي في الولايات المتحدة.